# Dieter Wessinghage
Dieter Wessinghage (* 16. August 1933 in Hagen) ist ein deutscher Orthopäde, Chirurg und Rheumatologe. Er ist emeritierter Professor und war Direktor der Orthopädischen Universitätsklinik Regensburg in Bad Abbach. Sein Neffe ist Thomas Wessinghage.

## Leben
Dieter Wessinghage verlebte seine Kindheit in seiner Geburtsstadt und musste kriegsbedingt nach Herborn/Nassau umziehen. Er besuchte das Staatliche Realgymnasium Dillenburg und legte 1954 sein Abitur am Leibniz-Gymnasium Dortmund ab. Anschließend studierte er Betriebswirtschaftslehre in Münster und dann Humanmedizin in Marburg, Würzburg und München. 1961 legte er sein medizinisches Staatsexamen an der Julius-Maximilians-Universität Würzburg ab und promovierte dort auch.
1961 bis 1963 war er medizinischer Assistent am Hospital Zum Heiligen Geist in Hagen-Haspe in der Chirurgie bei Fritz Breuer und Kosta Aleksić sowie der Inneren Medizin bei Keitlinghaus. Seine dritte Station führte ihn nach Groß-Burgwedel zu Encker, 1963 erfolgte die Approbation.
In der Folge arbeitete er am Kreiskrankenhaus Kirchen/Sieg, in der Chirurgischen Universitätsklinik Mainz ab 1966 bei Fritz Kümmerle und in der Unfallchirurgie bei Carl-Heinrich Schweikert. Ab 1968 war Wessinghage federführend und verantwortlich für die Einführung rheumachirurgischer Eingriffe, den Kniegelenkersatz (Voll- und Schlittenprothese) sowie den Fingergelenkersatz nach Swanson. Bis 1978 arbeitete in der Orthopädie (u. a. am Universitätsklinikum Aachen bei Anton Hopf) und in der Handchirurgie (in Göteborg und Hamburg). Weitere Stationen waren die Rheumatologie in Wiesbaden und Bad Kreuznach, die Rheuma-Orthopädie und -Chirurgie in Vainio, Heinola (Reumasairala SF) und Zürich.
1972 ernannte man ihn zum Assistenz-Professor an der Johannes Gutenberg-Universität Mainz. Im gleichen Jahr habilitierte Wessinghage dort an der medizinischen Fakultät im Fach Chirurgie unter Kümmerle; es folgte die Ernennung zum Oberarzt in der Unfallchirurgie. 1973 wurde er zum apl. Professor für Chirurgie der Med. Fakultät der Universität Mainz. Am 1. Oktober 1973 berief man ihn zum Chefarzt der neu gegründeten operativen, später I. Orthopädischen Klinik im „BRK-Rheuma-Zentrum Bad Abbach“, vorgesehen als „Orthopädische Universitätsklinik Regensburg“.
Von 1974 bis 1994 war er Ärztlicher Direktor des BRK–Rheumazentrums Bad Abbach. 1984 erfolgte eine zweite Habilitation auf Initiative der Staatssekretärin im Bayerischen Kultusministerium, Mathilde Berghofer-Weichner, durch die „Naturwissenschaftliche Fakultät III“ Uni Regensburg im Fach Klinische Anatomie an einem der Lehrstühle für Anatomie, vertreten durch Karl-Heinz Wrobel. 1996/1997 erfolgte die vertragliche Einbindung der „Orthopädischen Klinik Bad Abbach“ als „Orthopädische Universitätsklinik“ in die Universität Regensburg.
1973 habilitierte er zum dritten Mal an der medizinischen Fakultät der Uni Regensburg mit Erteilung der Lehrbefugnis für das Fach Orthopädie verbunden mit der Berufung zum Univ.-Prof., Lehrstuhlinhaber und Klinikdirektor.

## Weitere Engagements, Aktivitäten im allgemeinen Interesse
- 1974 Founding Member of the „International Arthroscopy Association“
- 1982 – 1997 Vorstandsmitglied des „Berufsverbandes der Ärzte für Orthopädie“ (BVO),
- 1983 – 1995 Mitglied der Arzneimittelkommission B 2 Rheumatologie am Bundesgesundheitsamt mit ständiger gutachterlicher Tätigkeit
- Juli 1983 Einsatz im Erdbebengebiet Mittelitaliens (Erdbeben von Irpinia 1980) i. A. des Bayerischen Roten Kreuzes (BRK), auch zur Spendenübergabe von medizinischen Geräten und Instrumenten an zerstörte und wiederaufgebaute Klinik
- 1984 – 1997 Deutscher Vertreter der „Union Européenne des Médecins Spécialistes“ der Fachärzte für Orthopädie bzw. Rheumatologie im gesamten EG-Bereich
- 1988 – 1995 Freiwilliger Eintritt in den Sanitätsdienst der Bundeswehr (obwohl den „weißen Jahrgängen“ zugehörig) zur Planung und Einrichtung strukturändernder Maßnahmen betreffend Versorgung von Kombattanten und Nichtkombattanten im Wehrbereich VI. Nach Kurzausbildung in mehreren Jahresurlauben tätig im Range eines OFA in der Planung und Einrichtung von Teilen des Sanitätsdienstes zur Teilnahme an mehreren analogen und digitalen (Kurz)Wehrübungen
- April 1989 Einsatz i. A. von BRK und Deutschem Außenministerium im Erdbebengebiet Armenien (Erdbeben von Spitak 1988) u. a. zur Erfassung und Dokumentation von amputierten Kindern und zum Aufbau von Orthopädie-Werkstätten zu deren Versorgung
- 1991 Einberufung im Ersten Golfkrieg im Rahmen der NATO-Planung zur Durchführung von Verwundetentransporten und zur Weiterversorgung in Nürnberg. Zusammenarbeit mit den US-Streitkräften, den Heeresfliegern der BW, Eifel, und den militärischen Bereichen der Flughäfen Rhein-Main, Nürnberg, Baumholder, dem Bayer. Staatsministerium des Innern sowie den US-Hospitälern in Deutschland und Spezialkliniken bzw. -abteilungen in deutschen Klinika
- 1993 Berufung zum Mitglied der „Humboldt-Gesellschaft für Wissenschaft, Kunst und Bildung“.

## Ehrungen und Auszeichnungen
- Bundesverdienstkreuz am Bande;
- Goldene Ehrennadel für außergewöhnliche Verdienste um das Bayer. Rote Kreuz (BRK);
- Hubert-Waldmann-Plakette für außerordentliche Verdienste um die Deutsche Orthopädie;
- Dankesurkunde der Medizinischen Fakultät für akademisches Wirken und für Leistungen bei der Etablierung und Entwicklung der universitären Lehre im Fach „Orthopädie“ an der Universität Regensburg, WS 1999/2000;
- Ehrenmitglied der ARO;
- Ehrenmitglied der „Gesellschaft Medizinischer Assistenzberufe für Rheumatologie“;
- Berufung zum Mitglied der „Humboldt-Gesellschaft für Wissenschaft, Kunst und Bildung“.